# Guvernadurica
Gubernadurica (Guvernadurica) je špilja u Cetinjskom manastiru u kojoj su prvi zatočenici bili posljednji crnogorski guvernadur Vukolaj Radonjić i njegov brat Marko Radonjić. Po njima je taj zatvor - špilja prozvana gubernadurica (negdje guvernaturovica). Od posljedica tamnovanja u gubernadurici u kojoj je tijekom cijele godine temperatura 0°C je umro i gubernadur. Kasnije su u gubernadurici bili zatvarani najteži politički prijestupnici čak do svršetka Drugog svjetskog rata.